# چبیشکی (استان لهستان بزرگ)
چبیسزکی، وئیودشیپ مجارستان بزرگتر (به لاتین: Trzebieszki, Greater Poland Voivodeship) یک سکونتگاه مسکونی در لهستان است که در Gmina Jastrowie واقع شده‌است.